# Fair Week
Fair Week er en amerikansk stumfilm fra 1924 af Rob Wagner.

## Medvirkende
- Walter Hiers som Slim Swasey
- Constance Wilson som Ollie Remus
- Carmen Phillips som Madame Le Grande
- J. Farrell MacDonald som Jasper Remus
- Bobbie Mack som Dan Hogue
- Mary Jane Irving som Tinkle
- Earl Metcalfe som Sherman
- Knute Erickson som Isadore Kelly
- Jane Keckley som Mary Ellen Allen